# Iván Noel
Yves Noel Couldrey, più noto col nome d'arte Iván Noel, (Beirut, 1968 – Alta Gracia, 19 luglio 2021) è stato un regista, sceneggiatore e produttore cinematografico francese e argentino.

## Biografia

### Primi anni
Iván Noel nacque nel 1968 a Beirut, in Libano come Yves Noel Couldrey. Sua madre era australiana e suo padre era di origine francese e britannica. Era fluentemente trilingue. La sua famiglia era agiata ma "nomade", il che lo ha portato a frequentare otto scuole diverse in altrettanti paesi.
Si è laureato in musica ed educazione all'Università di York, specializzandosi in composizione di colonne sonore, avendo studiato tra gli altri con Wilfred Josephs, e ha iniziato la sua carriera come professore nel campo della musica, componendo e tenendo concerti come chitarrista classico solista e pianista accompagnatore a Parigi.

### Carriera come regista
Ha esordito come regista nel 2008 con il film En tu ausencia. In seguito ha diretto diversi film con protagonisti bambini o adolescenti come Brecha (2009), Vuelve (2013), Limbo (2014), Ellos Volvieron (2015) e Nine Meals from Chaos (2018). Il suo ultimo film è Cordero de Dios del 2020.

### Morte
Il 19 luglio 2021 ha commesso suicidio ad Alta Gracia, in Argentina, all'età di 52 anni. Ha lasciato un video di addio.

## Filmografia

### Regista
- En tu ausencia (2008)
- Brecha (2009)
- ¡Primaria! (2010)
- Vuelve (2013)
- Limbo (2014)
- Ellos Volvieron (2015)
- La tutora (2016)
- Martina - cortometraggio (2016)
- Nine Meals from Chaos (2018) Uscito in homevideo
- La Carrera - cortometraggio (2018)
- Rechazados (2018)
- Piel de Cordero - cortometraggio (2019)
- Bizco - cortometraggio (2019)
- Cordero de Dios (2020)

### Sceneggiatore
- En tu ausencia, regia di Iván Noel (2008)
- Brecha, regia di Iván Noel (2009)
- ¡Primaria!, regia di Iván Noel (2010)
- Sigur Rós: Varúð, regia di Björn Flóki Björnsson  - cortometraggio (2012)
- Vuelve, regia di Iván Noel (2013)
- Limbo, regia di Iván Noel (2014)
- Ellos Volvieron, regia di Iván Noel (2015)
- La tutora, regia di Iván Noel (2016)
- Martina, regia di Iván Noel - cortometraggio (2016)
- Nine Meals from Chaos, regia di Iván Noel (2018) Uscito in homevideo
- La Carrera, regia di Iván Noel - cortometraggio (2018)
- Rechazados, regia di Ivan Noel (2018)
- Bizco, regia di Iván Noel - cortometraggio (2019)
- Cordero de Dios, regia di Iván Noel (2020)

### Produttore
- En tu ausencia, regia di Iván Noel (2008)
- ¡Primaria!, regia di Iván Noel (2010)
- Limbo, regia di Iván Noel (2014)
- Ellos Volvieron, regia di Iván Noel (2015)
- La tutora, regia di Iván Noel (2016)
- Nine Meals from Chaos, regia di Iván Noel (2018) Uscito in homevideo
- Rechazados, regia di Ivan Noel (2018)

### Produttore esecutivo
- Brecha, regia di Iván Noel (2009)
- Vuelve, regia di Iván Noel (2013)
- Ellos Volvieron, regia di Iván Noel (2015)

### Direttore della fotografia
- Vuelve, regia di Iván Noel (2013)
- Limbo, regia di Iván Noel (2014)
- Ellos Volvieron, regia di Iván Noel (2015)
- La tutora, regia di Iván Noel (2016)
- Nine Meals from Chaos, regia di Iván Noel (2018) Uscito in homevideo
- Rechazados, regia di Ivan Noel (2018)
- Cordero de Dios, regia di Iván Noel (2020)

### Montatore
- En tu ausencia, regia di Iván Noel (2008)
- Brecha, regia di Iván Noel (2009)
- ¡Primaria!, regia di Iván Noel (2010)
- Vuelve, regia di Iván Noel (2013)
- La tutora, regia di Iván Noel (2016)
- Nine Meals from Chaos, regia di Iván Noel (2018) Uscito in homevideo
- Rechazados, regia di Ivan Noel (2018)
- Cordero de Dios, regia di Iván Noel (2020) Non accreditato

### Attore
- En tu ausencia, regia di Iván Noel (2008)
- Bizco, regia di Iván Noel - cortometraggio (2019)
- Cordero de Dios, regia di Iván Noel (2020) Non accreditato

## Riconoscimenti
- 2010 – Cinemanila International Film Festival
  - Nomination Lino Brocka Award per ¡Primaria!

- 2010 – Tokyo International Film Festival
  - Nomination Tokyo Grand Prix per ¡Primaria!

- 2014 – Oaxaca FilmFest
  - Nomination Miglior film per Vuelve

- 2015 – Brussels International Festival of Fantasy Film
  - Nomination Golden Raven per Ellos Volvieron

- 2015 – Palmares Mauvais Genre Festival
  - Nomination Premio della Giuria al miglior film per Ellos Volvieron

- 2016 – 48-hour Film Project
  - Best Group Acting per Martina
  - Nomination Miglior film per Martina

- 2016 – Fantasporto
  - Nomination International Fantasy Film Award al miglior film per Ellos Volvieron

- 2019 – Liverpool International Film Festival
  - Premio della Giuria al miglior regista per Nine Meals from Chaos